# Барнетт, Джон Томас
Джон Томас Барнетт (англ. John Thomas Barnett; 19 января 1881 — 2 октября 1918) — австралийский регбист и игрок в регбилиг, чемпион летних Олимпийских игр в составе команды Австралазии. Один из первых австралийцев, выступавших за клубы и по классическому регби-15, и по регбилиг (регби-13).

## Биография

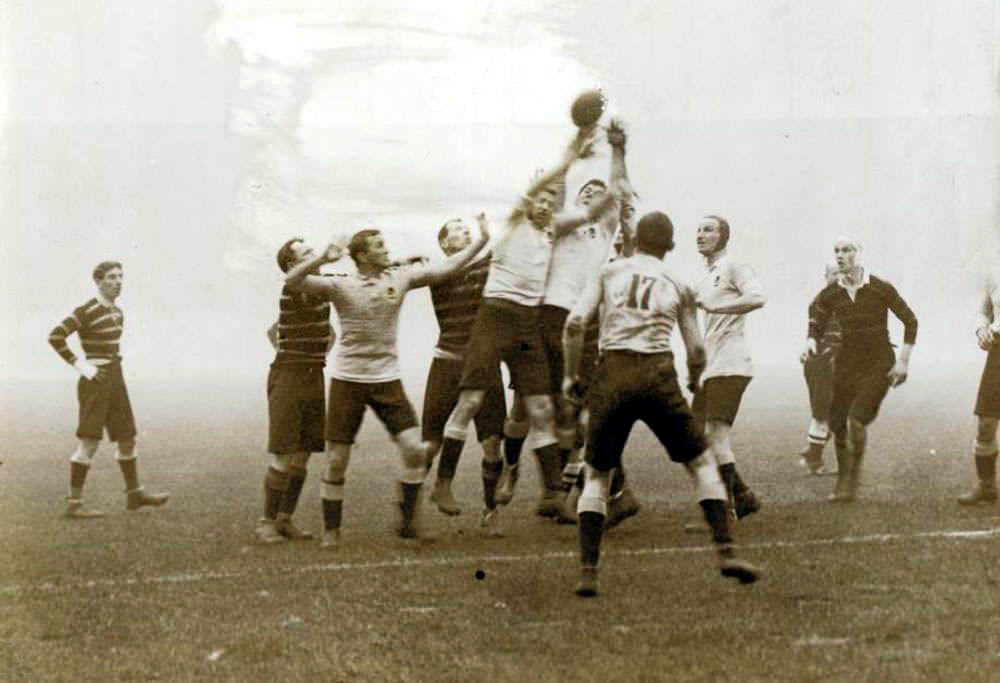
Матч Олимпийских игр 1908 года между сборными Австралазии (команда Австралии, она же «Уоллабис») и Великобритании (команда «Корнуолл»)

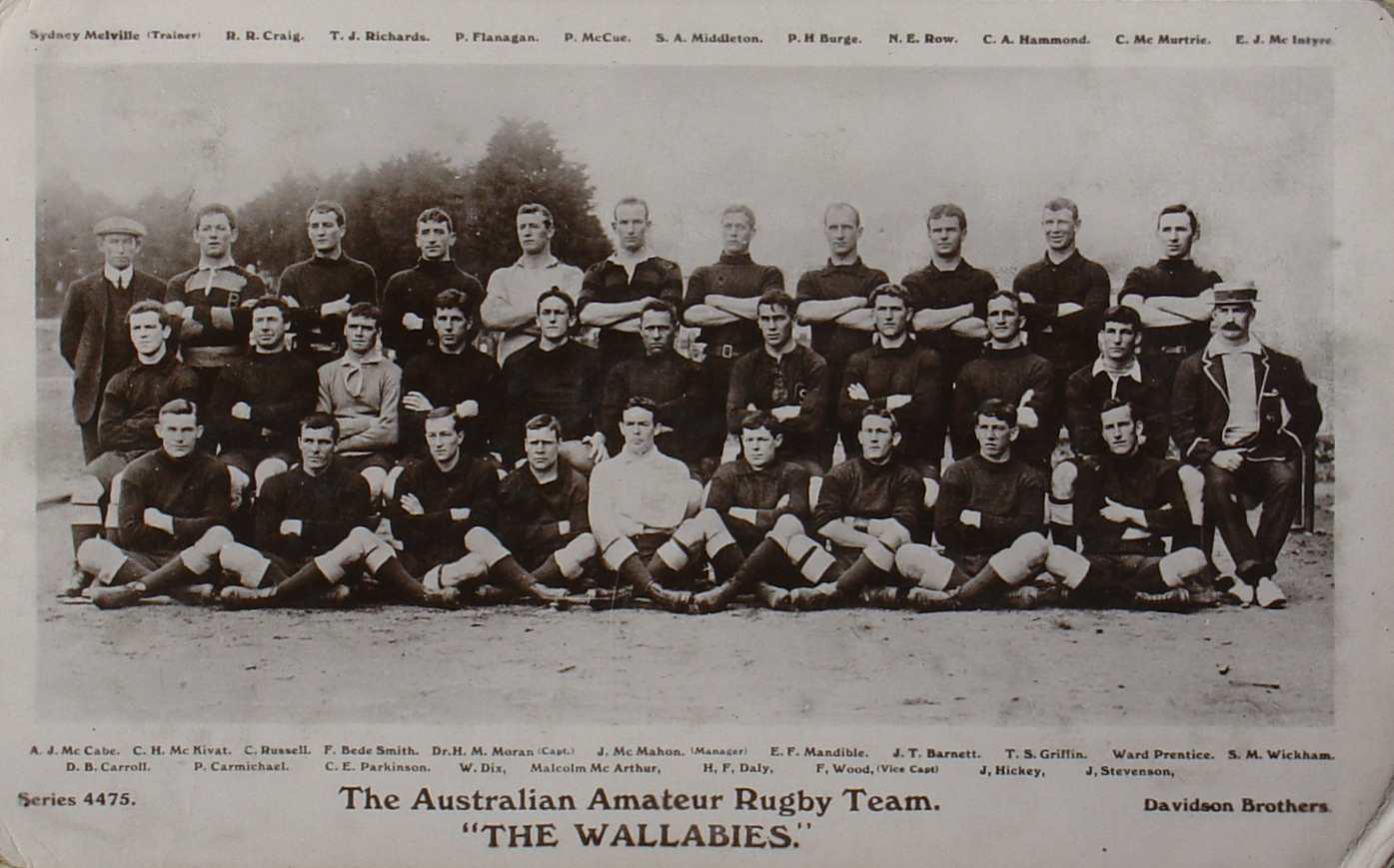
Сборная Австралии в турне 1908—1909 годов: Барнетт в среднем ряду, четвёртый справа

Барнетт выступал в классическом регби-15 на позициях пропа (столба) и хукера (отыгрывающего), играя за сиднейский клуб «Ньютаун». В его активе пять матчей за сборную Австралии: его дебют состоялся 20 июля 1907 года против Новой Зеландии в Сиднее.
В 1908—1909 годах Барнетт участвовал в турне австралийской сборной по Великобритании: капитаном этой команды был Герберт Моран. В 1908 году сборная Австралии, выступавшая под именем команды Австралазии, выиграла золотые медали Олимпийских игр в Лондоне: Барнетт был в составе той сборной, а капитаном являлся Кристофер Маккиватт.
После возвращения из турне Барнетт перешёл в регбилиг. Он и ещё пять австралийцев-олимпийских чемпионов Лондона перешли в сиднейский клуб «Ньютаун» (ныне «Ньютаун Джетс») в 1910 году, где Барнетт провёл пять сезонов. В 1910 году он выиграл с командой чемпионат Нового Южного Уэльса, а также участвовал в двух тест-матчах серии «Эшес» против Великобритании. Полноценный дебют в сборной ознаменовался 18 июня 1910 года в игре против Великобритании: в том матче на поле, помимо Барнетта, вышли Роберт Крейг, Джек Хиккей, Чарльз Расселл и Кристофер Маккиватт. Австралазийцы победили Великобританию со счётом 32:3.
2 октября 1918 года Барнетт, заболевший три недели тому назад пневмонией, скончался от менингита как последствий этой болезни. Смерть была констатирована в больнице округа Параматта. У него остались жена и двое дочерей. Барнетт был похоронен на Руквудском кладбище 4 октября. В помощь семье газета «The Referee» учредила фонд: к ноябрю были собраны 64 фунта, большая часть пожертвований поступила от профессиональных регбистов и игроков в регбилиг.

## Комментарии
1. ↑  Источники на ESPN указывают в качестве года рождения 1880[1], источники на Datavase Olympics — 1886[2], в метрических книгах Нового Южного Уэльса указан 1881 год[3]